# Phyllantheae
Phyllantheae es una tribu de plantas de la familia Phyllanthaceae. Comprende 6 subtribus y 18 géneros.

## Géneros
Subtribu Andrachinae:

Andrachne (también Eraeliss, Thelypotzium)
Subtribu Astrocasiinae:

Astrocasia
Subtribu Flueggeinae:

Breynia (tb. Foersteria, Forsteria, Melanthes, Melanthesa, Melanthesopsis)
Flueggea (tb. Acidoton, Bessera, Colmeiroa, Geblera, Neowawraea, Pleiostemon, Villanova)
Glochidion (tb. Agyneia, Bradleia, Bradleja, Coccoglochidion, Diasperus, Episteira, Glochidionopsis, Glochisandra, Gynoon, Lobocarpus, Pseudoglochidion, Tetraglochidion, Zarcoa)
Margaritaria (tb. Calococcus, Prosorus, Wurtzia, Zygospermum)
Phyllanthus (tb. Anisonema, Aporosella, Arachnodes, Ardinghalia, Asterandra, Cathetus, Ceramanthus, Chorisandra, Cicca, Clambus, Conami, Dendrophyllanthus, Dicholactina, Dimorphocladium, Emblica, Epistylium, Eriococcus, Fluggeopsis, Genesiphylla, Hemicicca, Hemiglochidion, Kirganelia, Leichhardtia, Lomanthes, Maborea, Macraea, Menarda, Mirobalanus, Moeroris, Nellica, Niruri, Nymania, Nymphanthus, Orbicularia, Oxalistylis, Ramsdenia, Reidia, Rhopium, Roigia, Scepasma, Staurothylax, Synexemia, Tricarium, Uranthera, Urinaria, Williamia, Xylophylla)
Reverchonia
Richeriella
Sauropus (también Aalius, Breyniopsis, Ceratogynum, Diplomorpha, Heterocalymnantha, Hexadena, Hexaspermum, Ibina, Synastemon, Synostemon)
Subtribu Leptopinae:

Leptopus (tb. Arachne, Chorisandrachne, Hexakestra, Hexakistra)
Subtribe Pseudolachnostylidinae:

Chascotheca (tb. Chaenotheca)
Keayodendron
Meineckia (tb. Cluytiandra, Neopeltandra, Peltandra)
Pseudolachnostylis
Zimmermannia
Zimmermanniopsis
Subtribu Securineginae:

Securinega